# Kungshamn
58°21′32″N 11°15′33″Ø / 58.35889°N 11.25917°Ø
Kungshamn er en by i Västra Götalands län i landskapet Bohuslän i Sverige. Den er administrationsby i  Sotenäs kommune, og  havde i 2010 2.814 indbyggere.
Kungshamn ligger på halvøen Sotenäset, på Sveriges vestkyst nord for Lysekil.

Siden 1970 har Kungshamn været forbundet med øen Smögen, der ligger vest for byen, med den 400 meter lange Smögenbron. 